# Rewia Mugrasch
| ֽ   | Silluq           |  | ֫ ֥  | Ole we-Jored        |
| ֑   | Etnachta         |  | ֗   | Rewia gadol         |
| ֝ ֗  | Rewia Mugrasch   |  | ֓ ׀ | Schalschelet gedola |
| ֮   | Zarqa (Trope)    |  | ֗   | Rewia qaton         |
| ֭   | Dechi            |  | ֡   | Pazer               |
| ֤ ׀ | Mahpach legarmeh |  | ֨ ׀ | Asla legarmeh       |

| ֣ | Munach        |  | ֥ | Mercha       |
| ֬ | Illuj         |  | ֖ | Tipcha       |
| ֢ | Atnach hafuch |  | ֤ | Mahpach      |
| ֨ | Qadma         |  | ֓ | Schalschelet |
| ֘ | Zinnorit      |  |  |              |

## Begriffe
| Trope                                                                          |
| ------------------------------------------------------------------------------ |
| von altgriechisch τρόπος tropos über jiddisch טראָפּ trop dt.: Betonung, Melodie |

Das Wort mugrasch enthält den Wortstamm von Geresch und heißt daher in manchen Grammatiken auch Rebia gereshatum.

## Symbol
Das Symbol von Rewia mugrasch entsteht aus der Kombination der Zeichen von Geresch muqdam und Rewia. Dabei steht Geresch muqdam über dem ersten Konsonanten des Worts, der Punkt von Rewia steht über der betonten Silbe.

## Grammatik
Rewia mugrasch ist ein wichtiger disjunktiver Akzent der zweiten Ebene. In einem aus drei Abschnitten bestehenden Vers endet der erste Abschnitt mit Ole we-Jored, der zweite Abschnitt endet mit Etnachta. Das letzte Segment nach Etnachta und vor Silluq wird unterteilt durch Rewia Mugrasch. Es kommt nicht vor in den vorangehenden Abschnitten. Rewia Mugrasch kann in kurzen Sätzen ein Atnach ersetzen, dann gelten weiterhin alle anderen Regeln, als ob Atnach an der Stelle von Rewia Mugrasch stünde.
Ein Rewia-Mugrasch-Segment kann weiter unterteilt werden durch Dechi, zusätzlich kann einem Dechi noch eine weitere Disjunktion Rewia gadol vorangehen. In einigen Fällen enthält ein solches Rewia-Gadol-Segment nur ein einziges Wort, in diesem Fall wird Rewia gadol durch Schalschelet gedola ersetzt.
Rewia Mugrasch kann alleine stehen oder kann bis zu drei vorangehende konjunktive Akzente haben. Gibt es nur eine Konjunktion, so ist es Mercha. Bei zwei Akzenten kann ein Tipcha oder ein weiteres Mercha vorausgehen.
| Ijob 18,4         | Ijob 18,4 | Ijob 18,4 | Ijob 18,4 | Ijob 18,4 | Ijob 18,4 | Ijob 18,4 | Ijob 18,4 | Ijob 18,4 | Ijob 18,4 | Ijob 18,4 | |
| ----------------- | --- | --- | --- | --- | --- | --- | --- | --- | --- | --- | --- |
| Gesamter Vers     | טֹֽרֵ֥ף נַפְשׁ֗וֹ בְּאַ֫פּ֥וֹ הַ֭לְמַעַנְךָ תֵּעָ֣זַב אָ֑רֶץ וְיֶעְתַּק ־ צ֝֗וּר מִמְּקֹמֽוֹ׃ „Du, der sich selbst zerfleischt in seinem Zorn, soll deinetwegen die Erde verlassen werden, ein Fels von seiner Stelle wegrücken?“ | טֹֽרֵ֥ף נַפְשׁ֗וֹ בְּאַ֫פּ֥וֹ הַ֭לְמַעַנְךָ תֵּעָ֣זַב אָ֑רֶץ וְיֶעְתַּק ־ צ֝֗וּר מִמְּקֹמֽוֹ׃ „Du, der sich selbst zerfleischt in seinem Zorn, soll deinetwegen die Erde verlassen werden, ein Fels von seiner Stelle wegrücken?“ | טֹֽרֵ֥ף נַפְשׁ֗וֹ בְּאַ֫פּ֥וֹ הַ֭לְמַעַנְךָ תֵּעָ֣זַב אָ֑רֶץ וְיֶעְתַּק ־ צ֝֗וּר מִמְּקֹמֽוֹ׃ „Du, der sich selbst zerfleischt in seinem Zorn, soll deinetwegen die Erde verlassen werden, ein Fels von seiner Stelle wegrücken?“ | טֹֽרֵ֥ף נַפְשׁ֗וֹ בְּאַ֫פּ֥וֹ הַ֭לְמַעַנְךָ תֵּעָ֣זַב אָ֑רֶץ וְיֶעְתַּק ־ צ֝֗וּר מִמְּקֹמֽוֹ׃ „Du, der sich selbst zerfleischt in seinem Zorn, soll deinetwegen die Erde verlassen werden, ein Fels von seiner Stelle wegrücken?“ | טֹֽרֵ֥ף נַפְשׁ֗וֹ בְּאַ֫פּ֥וֹ הַ֭לְמַעַנְךָ תֵּעָ֣זַב אָ֑רֶץ וְיֶעְתַּק ־ צ֝֗וּר מִמְּקֹמֽוֹ׃ „Du, der sich selbst zerfleischt in seinem Zorn, soll deinetwegen die Erde verlassen werden, ein Fels von seiner Stelle wegrücken?“ | טֹֽרֵ֥ף נַפְשׁ֗וֹ בְּאַ֫פּ֥וֹ הַ֭לְמַעַנְךָ תֵּעָ֣זַב אָ֑רֶץ וְיֶעְתַּק ־ צ֝֗וּר מִמְּקֹמֽוֹ׃ „Du, der sich selbst zerfleischt in seinem Zorn, soll deinetwegen die Erde verlassen werden, ein Fels von seiner Stelle wegrücken?“ | טֹֽרֵ֥ף נַפְשׁ֗וֹ בְּאַ֫פּ֥וֹ הַ֭לְמַעַנְךָ תֵּעָ֣זַב אָ֑רֶץ וְיֶעְתַּק ־ צ֝֗וּר מִמְּקֹמֽוֹ׃ „Du, der sich selbst zerfleischt in seinem Zorn, soll deinetwegen die Erde verlassen werden, ein Fels von seiner Stelle wegrücken?“ | טֹֽרֵ֥ף נַפְשׁ֗וֹ בְּאַ֫פּ֥וֹ הַ֭לְמַעַנְךָ תֵּעָ֣זַב אָ֑רֶץ וְיֶעְתַּק ־ צ֝֗וּר מִמְּקֹמֽוֹ׃ „Du, der sich selbst zerfleischt in seinem Zorn, soll deinetwegen die Erde verlassen werden, ein Fels von seiner Stelle wegrücken?“ | טֹֽרֵ֥ף נַפְשׁ֗וֹ בְּאַ֫פּ֥וֹ הַ֭לְמַעַנְךָ תֵּעָ֣זַב אָ֑רֶץ וְיֶעְתַּק ־ צ֝֗וּר מִמְּקֹמֽוֹ׃ „Du, der sich selbst zerfleischt in seinem Zorn, soll deinetwegen die Erde verlassen werden, ein Fels von seiner Stelle wegrücken?“ | טֹֽרֵ֥ף נַפְשׁ֗וֹ בְּאַ֫פּ֥וֹ הַ֭לְמַעַנְךָ תֵּעָ֣זַב אָ֑רֶץ וְיֶעְתַּק ־ צ֝֗וּר מִמְּקֹמֽוֹ׃ „Du, der sich selbst zerfleischt in seinem Zorn, soll deinetwegen die Erde verlassen werden, ein Fels von seiner Stelle wegrücken?“ | טֹֽרֵ֥ף נַפְשׁ֗וֹ בְּאַ֫פּ֥וֹ הַ֭לְמַעַנְךָ תֵּעָ֣זַב אָ֑רֶץ וְיֶעְתַּק ־ צ֝֗וּר מִמְּקֹמֽוֹ׃ „Du, der sich selbst zerfleischt in seinem Zorn, soll deinetwegen die Erde verlassen werden, ein Fels von seiner Stelle wegrücken?“ |
| 2. Ebene (Könige) | מִמְּקֹמֽוֹ׃ Sof pasuq / Silluq als Kaiser, am Versende „[…] von seiner Stelle?“ | מִמְּקֹמֽוֹ׃ Sof pasuq / Silluq als Kaiser, am Versende „[…] von seiner Stelle?“ | מִמְּקֹמֽוֹ׃ Sof pasuq / Silluq als Kaiser, am Versende „[…] von seiner Stelle?“ | וְיֶעְתַּק ־ צ֝֗וּר Rewia Mugrasch als 3. König „[…]ein Fels wegrücken?[…]“ | וְיֶעְתַּק ־ צ֝֗וּר Rewia Mugrasch als 3. König „[…]ein Fels wegrücken?[…]“ | הַ֭לְמַעַנְךָ תֵּעָ֣זַב אָ֑רֶץ Etnachta als 2. König „[…] soll deinetwegen die Erde verlassen werden […]“                                                                                           | הַ֭לְמַעַנְךָ תֵּעָ֣זַב אָ֑רֶץ Etnachta als 2. König „[…] soll deinetwegen die Erde verlassen werden […]“                                                                                           | טֹֽרֵ֥ף נַפְשׁ֗וֹ בְּאַ֫פּ֥וֹ Ole we-Jored als 1. König „Du, der sich selbst zerfleischt in seinem Zorn“                                                                                             | טֹֽרֵ֥ף נַפְשׁ֗וֹ בְּאַ֫פּ֥וֹ Ole we-Jored als 1. König „Du, der sich selbst zerfleischt in seinem Zorn“                                                                                             | טֹֽרֵ֥ף נַפְשׁ֗וֹ בְּאַ֫פּ֥וֹ Ole we-Jored als 1. König „Du, der sich selbst zerfleischt in seinem Zorn“                                                                                             | |

| Psalm 121,1       | Psalm 121,1 | Psalm 121,1 | Psalm 121,1 | Psalm 121,1 | Psalm 121,1 | Psalm 121,1 | Psalm 121,1 | Psalm 121,1 | Psalm 121,1 | |
| ----------------- | --- | --- | --- | --- | --- | --- | --- | --- | --- | --- |
| Gesamter Vers     | שִׁ֗יר לַֽמַּ֫עֲלֹ֥ות אֶשָּׂ֣א עֵ֭ינַי אֶל־הֶהָרִ֑ים מֵ֝אַ֗יִן יָבֹ֥א עֶזְרִֽי׃ „Wallfahrtslied: Ich hebe meine Augen auf zu den Bergen: Woher kommt mir Hilfe?“ | שִׁ֗יר לַֽמַּ֫עֲלֹ֥ות אֶשָּׂ֣א עֵ֭ינַי אֶל־הֶהָרִ֑ים מֵ֝אַ֗יִן יָבֹ֥א עֶזְרִֽי׃ „Wallfahrtslied: Ich hebe meine Augen auf zu den Bergen: Woher kommt mir Hilfe?“ | שִׁ֗יר לַֽמַּ֫עֲלֹ֥ות אֶשָּׂ֣א עֵ֭ינַי אֶל־הֶהָרִ֑ים מֵ֝אַ֗יִן יָבֹ֥א עֶזְרִֽי׃ „Wallfahrtslied: Ich hebe meine Augen auf zu den Bergen: Woher kommt mir Hilfe?“ | שִׁ֗יר לַֽמַּ֫עֲלֹ֥ות אֶשָּׂ֣א עֵ֭ינַי אֶל־הֶהָרִ֑ים מֵ֝אַ֗יִן יָבֹ֥א עֶזְרִֽי׃ „Wallfahrtslied: Ich hebe meine Augen auf zu den Bergen: Woher kommt mir Hilfe?“ | שִׁ֗יר לַֽמַּ֫עֲלֹ֥ות אֶשָּׂ֣א עֵ֭ינַי אֶל־הֶהָרִ֑ים מֵ֝אַ֗יִן יָבֹ֥א עֶזְרִֽי׃ „Wallfahrtslied: Ich hebe meine Augen auf zu den Bergen: Woher kommt mir Hilfe?“ | שִׁ֗יר לַֽמַּ֫עֲלֹ֥ות אֶשָּׂ֣א עֵ֭ינַי אֶל־הֶהָרִ֑ים מֵ֝אַ֗יִן יָבֹ֥א עֶזְרִֽי׃ „Wallfahrtslied: Ich hebe meine Augen auf zu den Bergen: Woher kommt mir Hilfe?“ | שִׁ֗יר לַֽמַּ֫עֲלֹ֥ות אֶשָּׂ֣א עֵ֭ינַי אֶל־הֶהָרִ֑ים מֵ֝אַ֗יִן יָבֹ֥א עֶזְרִֽי׃ „Wallfahrtslied: Ich hebe meine Augen auf zu den Bergen: Woher kommt mir Hilfe?“ | שִׁ֗יר לַֽמַּ֫עֲלֹ֥ות אֶשָּׂ֣א עֵ֭ינַי אֶל־הֶהָרִ֑ים מֵ֝אַ֗יִן יָבֹ֥א עֶזְרִֽי׃ „Wallfahrtslied: Ich hebe meine Augen auf zu den Bergen: Woher kommt mir Hilfe?“ | שִׁ֗יר לַֽמַּ֫עֲלֹ֥ות אֶשָּׂ֣א עֵ֭ינַי אֶל־הֶהָרִ֑ים מֵ֝אַ֗יִן יָבֹ֥א עֶזְרִֽי׃ „Wallfahrtslied: Ich hebe meine Augen auf zu den Bergen: Woher kommt mir Hilfe?“ | שִׁ֗יר לַֽמַּ֫עֲלֹ֥ות אֶשָּׂ֣א עֵ֭ינַי אֶל־הֶהָרִ֑ים מֵ֝אַ֗יִן יָבֹ֥א עֶזְרִֽי׃ „Wallfahrtslied: Ich hebe meine Augen auf zu den Bergen: Woher kommt mir Hilfe?“ |
| 2. Ebene (Könige) | יָבֹ֥א עֶזְרִֽי׃ Sof pasuq / Silluq als Kaiser am Versende „[…] kommt mir Hilfe?“                                                   | יָבֹ֥א עֶזְרִֽי׃ Sof pasuq / Silluq als Kaiser am Versende „[…] kommt mir Hilfe?“                                                   | יָבֹ֥א עֶזְרִֽי׃ Sof pasuq / Silluq als Kaiser am Versende „[…] kommt mir Hilfe?“                                                   | מֵ֝אַ֗יִן Rewia Mugrasch als 3. König „[…]Woher[…]“                                                                               | מֵ֝אַ֗יִן Rewia Mugrasch als 3. König „[…]Woher[…]“                                                                               | אֶשָּׂ֣א עֵ֭ינַי אֶל־הֶהָרִ֑ים Etnachta als 2. König „[…] Ich hebe meine Augen auf zu den Bergen: […]“                                    | אֶשָּׂ֣א עֵ֭ינַי אֶל־הֶהָרִ֑ים Etnachta als 2. König „[…] Ich hebe meine Augen auf zu den Bergen: […]“                                    | שִׁ֗יר לַֽמַּ֫עֲלֹ֥ות Ole we-Jored als 1. König „Wallfahrtslied:[…]“                                                                    | שִׁ֗יר לַֽמַּ֫עֲלֹ֥ות Ole we-Jored als 1. König „Wallfahrtslied:[…]“                                                                    | שִׁ֗יר לַֽמַּ֫עֲלֹ֥ות Ole we-Jored als 1. König „Wallfahrtslied:[…]“                                                                    |

## Vorkommen
| ספרי אמ"ת סִפְרֵי אֱמֶת                                                                            | ספרי אמ"ת סִפְרֵי אֱמֶת |
| --------------------------------------------------------------------------------------------- | ------------------ |
| Sifre Emet [siɸre ʔɛmɛt] deutsch ‚Bücher Emet‘, bzw. ‚Bücher der Wahrheit‘                    |                    |
| אִיוֹב                                                                                          | (Ijob)             |
| מִשְלֵי                                                                                          | (Sprichwörter)     |
| תְהִלִּים                                                                                         | (Psalmen)          |
| Anfangsbuchstaben der Bücher Ijob , Sprichwörter und Psalmen bilden zusammen das Merkwort אֱמֶת |                    |

| Teil des Tanach | Rewia mugrasch |
| --------------- | -------------- |
| Psalmen         | 1828           |
| Ijob            | 703            |
| Sprüche         | 654            |
| Gesamt          | 3185           |

Die Rewia mugrasch zählt zu den Ta’amei Sifrei Emet טַעֲמֵי סִפְרֵי אֱמֶ"ת, den Teamim der Bücher Emet.
Die Tabelle zeigt das Vorkommen von Rewia Mugrasch in den drei poetischen Büchern.